# Liste der irischen Botschafter in Kanada
Die Liste der irischen Botschafter in Kanada bietet einen Überblick über die Leiter der irischen diplomatischen Vertretung in Kanada seit der Aufnahme diplomatischer Beziehungen.
| Amtszeit  | Name                | Anmerkung                          |
| --------- | ------------------- | ---------------------------------- |
| 1939–1950 | John J. Hearne      | Hochkommissar, ab 1948 Botschafter |
| 1950–1955 | Seamus Murphy       | Botschafter                        |
| 1955–1956 | Leo Thomas McCauley | Botschafter                        |
| 1956–1960 | Thomas J. Kiernan   | Botschafter                        |
| 1960–1964 | William P. Fay      | Botschafter                        |
| 1964–1967 | John A. Belton      | Botschafter                        |
| 1967–1970 | William Warnock     | Botschafter                        |
| 1970–1973 | Joseph Shields      | Botschafter                        |
| 1974–1978 | Patrick Power       | Botschafter                        |
| 1979–1983 | Sean Kennan         | Botschafter                        |
| 1984–1988 | Sean Gaynor         | Botschafter                        |
| 1988–1991 | Edward Brennan      | Botschafter                        |
| 1991–1995 | Antoin MacUnfraidh  | Botschafter                        |
| 1998–2001 | Paul Dempsey        | Botschafter                        |
| 2001–2006 | Martin Burke        | Botschafter                        |
| 2006–2010 | Declan Kelly        | Botschafter                        |
| 2010-     | Ray Bassett         | Botschafter                        |